# Leucophora personata
Leucophora personata är en tvåvingeart som först beskrevs av Collin 1922.  Leucophora personata ingår i släktet Leucophora och familjen blomsterflugor. Arten är reproducerande i Sverige. Inga underarter finns listade i Catalogue of Life.